# Дельфін Штрунк
Дельфін Штрунк (або Штрунгк) (нім. Delphin Strungk; бл. 1601, Брауншвейг — 12 жовтня 1694, там же) — німецький композитор і органіст епохи бароко, представник північнонімецької органної школи.

## Біографія
Не зважаючи на доволі довге життя, про композитора практично нічого не відомо. Ймовірно, він народився у Брауншвейзі, а грі на органі навчався у Свелінка, або ж у музиканта з його оточення. У 1631 році Дельфін став органістом Церкви св. Марії у Вольфенбюттелі, а у 1634 році отримав посаду при дворі в Целле, де пропрацював кілька років. У травні 1637 року композитор повернувся до Брауншвейгу, де став органістом Церкви св. Мартіна, проте офіційно приступити до роботи він зміг лише через два роки. Окрім безкоштовного житла, він отримував 135 талерів і 2 бушелі жита як зарплату. Цю посаду Штрунк обіймав наступні 50 років, поки у липні 1688 не відійшов від справ у зв'язку зі станом здоров'я. Паралельно він працював і у інших п'яти місцевих церквах, наприклад у Церкві св. Петра (з 1649) і Церкві св. Магна (з 1667).
Штрунк був відомим органістом у районі Брауншвейга. За словами Вальтера, він «так добре опанував орган, що привернув… багатьох учнів із зарубіжних країн». Штрунк дружив з Генріхом Шютцем, займався продажем нот його творів. У Дельфіна Штрунка було троє дітей, його син Ніколаус Адам також став музикантом, писав опери та грав на скрипці.

## Творчість
До наших днів дійшло небагато творів Штрунка, Його збережені композиції включають кілька церковних музичних творів для голосу та вісім органних творів. Усі композиції автор записував у формі табулатури.

### Органні твори
- Токата для двох мануалів фа мажор
- Магніфікат дев'ятого тону «Meine Seele erhebt den Herren»
- Хоральна прелюдія «Lass mich dein sein und bleiben»
- Хоральна фантазія «Ich hab mein Sach Gott heimgestellt»
- «Tibi laus tibi gloria»
- «Verbum caro factum est»
- «Ecce Maria genuit nobis»
- «Surrexit pastor bonus»

Манускрипти з творами Штрунка зберігаються в бібліотеках Берліну, Люнебургу та Вольфенбюттелі.